# Marpissa pomatia
Marpissa Pomatia Walckenaer, 1802, è un ragno della famiglia Salticidae appartenente al genere Marpissa.
Questo ragno è diffuso in molte aree dell'Europa centrale, in Italia (ad eccezione della Sicilia), in Turchia, nel Caucaso, in Russia, nell'Asia centrale, in Afghanistan, Cina, Corea e Giappone.